# Erastvere järv
Erastvere järv är en sjö i Estland.   Den ligger i landskapet Põlvamaa, i den södra delen av landet, 200 km sydost om huvudstaden Tallinn. Erastvere järv ligger 118 meter över havet. Arean är 0,12 kvadratkilometer. I omgivningarna runt Erastvere järv växer i huvudsak blandskog. Den sträcker sig 0,5 kilometer i nord-sydlig riktning, och 0,8 kilometer i öst-västlig riktning. Sjön avvattnas av Ahja jõgi som via Emajõgi mynnar i Peipus.